# Belostemma hirsutum
Belostemma hirsutum är en oleanderväxtart som beskrevs av Wallich och Robert Wight. Belostemma hirsutum ingår i släktet Belostemma och familjen oleanderväxter. Inga underarter finns listade i Catalogue of Life.